# 中山奨学金
中山奨学金（ちゅうざんしょうがくきん）は、1960年に、中国国民党が台湾において創設した奨学金制度である。中山学術奨学金とも呼ばれる。国民党の創始者である孫文が中山先生と呼ばれたことから名前がつけられている。
奨学生の選定は試験によって行われ、優秀な大学卒業生が選ばれた。「党と国のために知識を蓄えるため」の外国留学を援助するものになっている。創設当時における台湾の一般市民の経済状況は全体的に良いものではなく、この奨学金制度によって外国留学の道が開け、また帰国後に政務に就くルートにもなっていた。党国の時代背景の下、党による奨学金と言いつつも、実際には、政府の公費留学における奨学金の一つであった。

## 中山奨学金で留学した主な人物
- 馬英九
- 許信良
- 趙守博
- 江丙坤
- 孫大千